# روبن شاندلير ديوك
روبن شاندلير ديوك (بالإنجليزية: Robin Chandler Duke)‏ هي ناشِطة وعارضة وصحفية ودبلوماسية أمريكية، ولدت في 13 أكتوبر 1923 في بالتيمور في الولايات المتحدة، وتوفيت في 6 فبراير 2016 في تشارلستون في الولايات المتحدة بسبب مرض.

## وصلات خارجية
- روبن شاندلير ديوك على موقع إن إن دي بي (الإنجليزية)